# Gerd Müller (CSU)
Gerd Müller (Krumbach, 25 augustus 1955) is een Duits politicus. Hij is lid van de CSU en politiek actief voor de deelstaat Beieren.

## Politieke loopbaan
Müller begon zijn loopbaan in de lokale politiek in Beieren. Tussen 1978 en 1988 was hij locoburgemeester van zijn geboorteplaats Krumbach en bestuurder in de Landkreis Günzburg. Daarnaast was hij voorzitter van de Beierse afdeling van de Junge Union (1987-1991).
Namens de CSU en de Europese Volkspartij zetelde Müller tussen 1989 en 1994 als volksvertegenwoordiger in de derde zittingsperiode van het Europees Parlement. Na de Duitse Bondsdagverkiezingen van 1994 werd hij lid van de Bondsdag, waarin hij tot 2021 zitting bleef hebben.
In december 2013 werd Müller benoemd als minister voor Economische Betrekkingen en Ontwikkelingssamenwerking in de bondsregering, het kabinet-Merkel III. Deze functie vervulde hij ook in het daaropvolgende kabinet-Merkel IV (2018–2021). Als minister kreeg Müller in augustus 2014 internationale persbelangstelling toen hij Qatar er expliciet van beschuldigde banden met IS te hebben.
Op 10 december 2021 werd hij benoemd tot Algemeen Directeur bij United Nations Industrial Development Organization (UNIDO).